# Жорж Пенвен
Жан Жорж Пенвен (фр. Georges Jean Painvin; 1886, Нант, Франція — 21 січня 1980, XVI округ Парижа, Франція) — французький криптоаналітик в період Першої Світової війни. Його найбільш значимим досягненням є злом німецького шифру ADFGVX.

## Довоєнні роки
Жорж Пенвен народився в 1886 році в французькому місті Нант. Закінчив Політехнічну школу, причому як інженер видобувної промисловості, за фахом, ніяк не пов'язаної з криптоаналізом. Після закінчення навчання і до початку Першої Світової війни, Пенвен був професором, викладаючи біологію і палеонтологію. Так само він працював інженером у сфері видобутку корисних копалин.

## Військові роки

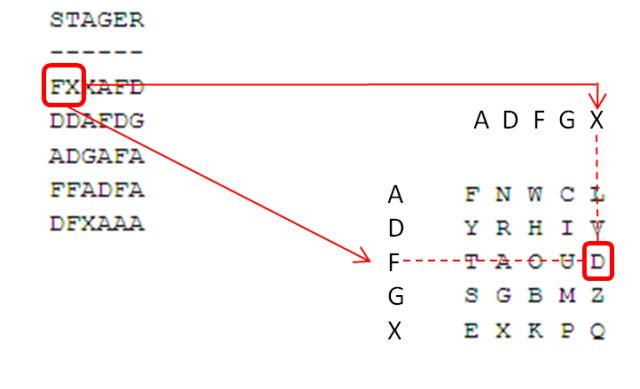
Шифр ADFGX

У 1914 році звичне життя Пенвена було перервана війною. Французи були успішні в криптоаналітиці, їх Бюро шифрів вважалось одним з кращих в світі. Пенвен не мав причетності до криптографії до початку війни, але він відкрив в собі покликання до злому криптографічних шифрів після зустрічі з працівником Бюро шифрів. З цього моменту починається його шлях криптоаналітика.
Радіо в період Першої Світової війни вже активно використовувалося і мало вагому перевагу швидкої передачі інформації . Але воно також мало великий недолік, адже повідомлення могли бути легко перехоплені. Саме тому гостро постала проблема надійного шифрування. У період 1914—1918 роки нові шифри ґрунтувалися на вже зламаних старих шифрах XIX століття і тому складності не представляли. Але в 1918 році вперше був застосований новий надійний шифр ADFGVX.
ADFGVX-шифр вперше був застосований в березні 1918 року, як раз перед великим німецьким наступом. Успіх німецького наступу ґрунтувався на факторові раптовості. Німецькі криптографи вибрали шифр ADFGVX з ряду запропонованих, вважаючи, що він забезпечує найкращу стійкість. Більш того, в той час німецькі криптографи вважали цей шифр абсолютно надійним. Важким для злому робить його поєднання замін і перестановок.
Німецька артилерія перебувала в 100 км від Парижа і готувалася до завершального удару на початку червня 1918 року. Щоб встановити, де саме німці планують прорвати оборону союзників, було життєво необхідно зламати шифр ADFGVX. Пенвен працював день і ніч, схуд на 15 кілограмів і довів себе до знемоги. У результаті він зміг дешифрувати повідомлення вночі 2 червня. Удача Пенвена призвела до появи лавини інших дешифровок, серед яких було повідомлення, що містить наказ: «Боєприпаси для стрімкого наступу. Якщо не видно — вдень».
Успіх Жоржа Пенвена французам допоміг. Із перехоплених повідомлень стало ясно, що вони були спрямовані з місця, що знаходиться десь між Мондидьє і Компьєном, приблизно в 80 км на північ від Парижа, де у німців не вистачало боєприпасів. Потреба в боєприпасах означала, що саме тут слід очікувати наступу німецьких військ. Розвідка підтвердила правильність інформації через деякий час. За тиждень до штурму німців на передбачуване місце атаки були висунуті солдати коаліції в якості підкріплення, а також створені необхідні укріплення. В результаті атака німців втратила раптовість і була відбита після 5 днів запеклих боїв.

## Повоєнні роки
Звичайно, заслуги Жоржа Пенвена перед вітчизною були великі і 10 липня 1918 року він був нагороджений Орденом Почесного легіону, але говорити про в силу секретності не міг, адже архіви були засекречені ще 50 років після закінчення війни. 19 грудня 1973 року Пенвен був зведений в звання Великого офіцера цього ордена.
Після війни він став президентом кількох компаній, а в долі однієї компанії, що займалася металургією, він відіграв таку важливу роль, що в 1922 році був вибраний її генеральним директором. Компанія використовувала нові методи в металургії, які зробили доступними масове виробництво прийнятною за ціною, нержавіючої сталі.
Був у період з 1941 по 1945 головою банку Crédit Commercial de France. У 1945 році він закінчує викладати біологію і палеонтологію. В 1955 році став генеральним директором компанії, яка виробляла гіпсокартон.

## Смерть
Жорж Пенвен повернувся в Париж в 1962 році. Він помер у Парижі в 1980, коли йому було 94 роки.